# Deathco
Deathco (デスコ, Desuko) est un seinen manga dessiné et scénarisé par Atsushi Kaneko. Il est prépublié entre janvier 2014 et février 2018 par Enterbrain dans son magazine Comic Beam, et compte au total sept volumes reliés. La version française est éditée par Casterman dans la collection Sakka entre janvier 2016 et octobre 2018.

## Synopsis
Deathko est une adolescente tueuse à gages qui déteste le monde entier. Comme des centaines d'autres « Reapers », elle chasse les « trophées », des cibles désignées par les « communiqués » d'une organisation mystérieuse, la « Guilde ».

## Liste des volumes
| no | Japonais         | Japonais          | Français         | Français          |
| no | Date de sortie   | ISBN              | Date de sortie   | ISBN              |
| --- | ---------------- | ----------------- | ---------------- | ----------------- |
| 1 | 25 octobre 2014  | 978-4-04-729967-2 | 6 janvier 2016   | 978-2-203-09842-8 |
| Liste des chapitres : - 1. Les Reapers 1 (リーパー(1)) - 2. Les Reapers 2 (リーパー(2)) - 3. Les Reapers 3 (リーパー(3)) - 4. Les Reapers 4 (リーパー(4)) - 5. Le Château (城) - 6. Croisières de rêve 1 (楽園ツアー 1)                                                                                                |                  |                   |                  |                   |
| 2 | 25 février 2015  | 978-4-04-730236-5 | 6 janvier 2016   | 978-2-203-09843-5 |
| Liste des chapitres : - 7. Croisières de rêve 2 (楽園ツアー 2) - 8. Croisières de rêve 3 (楽園ツアー 3) - 9. (運転手) - 10. (デッド・クイーン・ビー) - 11. Le Terrain de jeux 1 (遊戯場 1) - 12. Le Terrain de jeux 2 (遊戯場 2)                                                                                       |                  |                   |                  |                   |
| 3 | 24 octobre 2015  | 978-4-04-730632-5 | 25 mai 2016      | 978-2-203-10173-9 |
| Liste des chapitres : - 13. Le Terrain de jeux 3 (遊戯場 3) - 14. Le Terrain de jeux 4 (遊戯場 4) - 15. Le Terrain de jeux 5 (遊戯場 5) - 16. Assoiffée (飢え) - 17. Le Fluide 1 (リキッド 1) - 18. Le Fluide 2 (リキッド 2) - 19. Le Fluide 3 (リキッド 3)                                                            |                  |                   |                  |                   |
| 4 | 25 mai 2016      | 978-4-04-734107-4 | 8 février 2017   | 978-2-203-10182-1 |
| Liste des chapitres : - 20. Le Fluide 4 (リキッド 4) - 21. Le Fluide 5 (リキッド 5) - 22. Deevil - 23. Madame M 1 (マダムM 1) - 24. Madame M 2 (マダムM 2) - 25. Madame M 3 (マダムM 3) - 26. Le Policier (警察官) |                  |                   |                  |                   |
| 5 | 24 décembre 2016 | 978-4-04-734382-5 | 6 septembre 2017 | 978-2-203-10185-2 |
| Liste des chapitres : - 27. Le Parc d'attraction 1 (遊園地) - 28. Le Parc d'attraction 2 (遊園地 2) - 29. Le Parc d'attraction 3 (遊園地 3) - 30. Marchande de mort (死の商人) - 31. Adieux (わかれ) - 32. La Nausée (嘔吐) - 33. Pulsions meurtrières (殺意)                                                          |                  |                   |                  |                   |
| 6 | 24 juin 2017     | 978-4-04-734695-6 | 14 février 2018  | 978-2-203-15366-0 |
| Liste des chapitres : - 34. Une vraie raclure (本物のクズ) - 35. Châtiment (罰) - 36. Le fantôme (ザ・ファントム) - 37. Le Communiqué (知らせ) - 38. Régicide (王殺し) - 39. Massacre au château (みなごろしの城) |                  |                   |                  |                   |
| 7 | 10 février 2018  | 978-4-04-734968-1 | 17 octobre 2018  | 978-2-203-16564-9 |
| Liste des chapitres : - 40. Les monstres sont de sortie (怪物、町に出る) - 41. L'île aux chauves-souris 1 (蝙蝠島(1)) - 42. L'île aux chauves-souris 2 (蝙蝠島(2)) - 43. L'île aux chauves-souris 3 (蝙蝠島(3)) - 44. L'île aux chauves-souris 4 (蝙蝠島(4)) - 45. Madame est morte (マダムは死んだ) - 46. DEATH DISCO |                  |                   |                  |                   |